# Klämtjärnen
Klämtjärnen är en sjö i Rättviks kommun i Dalarna och ingår i Dalälvens huvudavrinningsområde. Sjön har en area på 0,0827 kvadratkilometer och ligger 305,5 meter över havet.

## Delavrinningsområde
Klämtjärnen ingår i det delavrinningsområde (678196-147826) som SMHI kallar för Mynnar i Halgån. Medelhöjden är 358 meter över havet och ytan är 11,36 kvadratkilometer. Det finns inga avrinningsområden uppströms utan avrinningsområdet är högsta punkten. Vattendraget som avvattnar avrinningsområdet har biflödesordning 4, vilket innebär att vattnet flödar genom totalt 4 vattendrag innan det når havet efter 317 kilometer. Avrinningsområdet består mestadels av skog (85 procent). Avrinningsområdet har 0,08 kvadratkilometer vattenytor vilket ger det en sjöprocent på 0,7 procent.